# Friedrich Theodor Vischer
Friedrich Theodor Vischer (Ludwigsburgo, 30 de junho de 1807 — Gmunden, 14 de setembro de 1887) foi um romancista, poeta, dramaturgo e escritor alemão de filosofia da arte. Hoje, ele é lembrado principalmente como o autor do romance Auch Einer, no qual desenvolveu o conceito de Die Tücke des Objekts (o despeito dos objetos), uma teoria cômica de que objetos inanimados conspiram contra os humanos.

## Biografia
Nascido em Ludwigsburg como filho de um clérigo, Vischer foi educado na Tübinger Stift e começou na profissão de seu pai. Ele se tornou Privatdozent em estética e literatura alemã em sua antiga universidade em 1835, foi promovido a professor extraordinário dois anos depois e nomeado professor titular em 1844. Devido ao seu discurso inaugural aberto, ele foi suspenso por dois anos pelo governo de Württemberg. Nesse lazer forçado, ele escreveu os dois primeiros volumes de seu Aesthetik, oder Wissenschaft des Schönen (1846), o quarto e último volume do qual não apareceu até 1857. 
Vischer se lançou de coração no grande movimento político alemão de 1848-49 e compartilhou a decepção dos democratas patrióticos com seu fracasso. Em 1855 ele se tornou professor em Zurique. Em 1866, com a fama agora estabelecida, ele foi convidado a voltar para a Alemanha com uma cátedra em Tübingen combinada com um cargo no Polytechnikum de Stuttgart. Ele morreu em Gmunden em 14 de setembro de 1887.

## Legado crítico
Vischer não foi um pensador original, e sua monumental estética, apesar da indústria e do aprendizado, não possui as qualidades superiores do sucesso. Ele tenta a tarefa inútil de explicar a arte pela dialética hegeliana. Partindo da definição de beleza como "a ideia na forma de aparência limitada", ele passa a desenvolver os vários elementos da arte (o belo, o sublime e o cômico) e as várias formas de arte (artes plásticas, música e poesia) por meio das antíteses hegelianas - forma e conteúdo, objetivo e subjetivo, conflito interno e reconciliação. A forma da obra também é hegeliana, consistindo em parágrafos curtos altamente técnicos contendo o argumento principal, seguidos por explicações detalhadas impressas em tipos diferentes. 
Ainda assim, Vischer tinha um conhecimento profundo de todos os ramos da arte, exceto música. Muito material valioso está enterrado em seus volumes. 
Mais tarde, Vischer se afastou consideravelmente do hegelianismo e adotou as concepções de completude sensual e harmonia cósmica como critérios de beleza; mas ele nunca encontrou tempo para reescrever seu grande livro. De acordo com Chisholm, 'seu próprio trabalho como artista literário é de alta qualidade; vigoroso, imaginativo e atencioso sem tecnicismo acadêmico'. 
Ele não se absteria de comentários grosseiramente injustos, por exemplo, no vol. 2 de Auch Einer: "In der lächerlichsten aller Kultursprachen hat Shakespeare geschrieben" sobre o inglês (Shakespeare escreveu na mais ridícula de todas as línguas civilizadas), ou "Übrigens war der Taugenichts Beyle ein Narr" em Stendhal (além do bom para-nada Beyle era um tolo).

## Trabalhos selecionados
- Ueber das Erhabene und Komische und andere Texte zur Philosophie des Schönen, 1837
- Kritische Gänge, 1844
- Aesthetik oder Wissenschaft des Schönen. Em seis partes, 1846
- Kritische Gänge. Neue Folge. Em seis partes, 1860
- Fausto. Der Tragödie dritter Teil (sob o pseudônimo Deutobold Symbolizetti Allegoriowitsch Mystifizinsky), uma paródia do Fausto de Goethe: A segunda parte da tragédia, 1862
- Mein Lebensgang, autobiografia, 1874
- Auch Einer. Eine Reisebekanntschaft, romance, 1879 (edição digital em dois volumes de 1900 pela University and State Library Düsseldorf)
- Altes und Neues, 1881
- Lyrische Gänge, poesia, 1882
- Nicht Ia. Schwäbisches Lustspiel em drei Aufzügen, comédia, 1884
- Altes und Neues. Neue Folge, 1889

Uma lista completa das obras de Vischer está disponível na Wikipedia alemã.